# Nassim Schamama
Nassim Shamama oder Nessim Scemama (arabisch نسيم شمامة; geboren 1805 in Tunis, Osmanisches Reich; gestorben 1873 in Livorno, Italien) war ein tunesischer Geschäftsmann und Philanthrop. Als tunesischer Jude hatte er die Rolle des caïd (Kopf) der jüdischen Gemeinschaft des Landes. Er arbeitete auch für die Husainiden, wo er den Posten des Generalempfängers und des Finanzdirektors übernahm. Nach Anhäufung eines großen Vermögens aus seinen offiziellen Positionen verließ er Tunesien und nach seinem Tod wurde sein Vermögen Gegenstand mehrerer bekannter und langwieriger internationaler Gerichtsverfahren.